# Andrena glabriventris
Andrena glabriventris là một loài Hymenoptera trong họ Andrenidae. Loài này được Alfken mô tả khoa học năm 1935.